# NASCAR Thunder 2003
NASCAR Thunder 2003 est un jeu vidéo de course de NASCAR développé par EA Sports et édité par Electronic Arts, sorti en 2002 sur Windows, GameCube, PlayStation, PlayStation 2 et Xbox.

## Système de jeu
Le jeu permet de jouer 32 courses de la Winston Cup Series.
Le joueur a la possibilité de créer sa propre voiture.